# 聖家族 (エル・グレコ、タベーラ施療院)
『聖家族』（せいかぞく、西: La Sagrada Familia con Santa Ana、英: Holy Family) は、ギリシア・クレタ島出身のマニエリスム期のスペインの巨匠エル・グレコが1590–1596年頃に制作したキャンバス上の油彩画である。本作に描かれているのは、エル・グレコが描いたもっとも美しい聖母マリアに幼子イエス・キリスト、聖ヨセフ、マリアの母聖アンナを加えた「聖家族」である。ほかのエル・グレコの『聖家族』では、マリア (あるいはマリアとアンナ) が画面の中心を占めており、ヨセフは小さく描かれているが、本作ではヨセフが大きく描かれているのが特徴である。作品は、トレドのタベーラ施療院に所蔵されている。

## 作品
聖母子にヨセフを加えた「聖家族」図はルネサンス期以降、時に聖母の母アンナや父ヨアキム、幼児洗礼者ヨハネをともなって頻繁に描かれた。対抗宗教改革期の図像の特徴は、聖母の処女性を強調するためかつては老人の姿で控えめに登場していたヨセフが、聖母子の庇護者にふさわしい壮年期の男性像で表され、存在感を強めている点にある。16世紀スペインの偉大な神秘家、アビラの聖テレサは聖ヨセフを独立した崇敬の対象に押し上げたため、16世紀半ばからスペインでは聖ヨセフ信仰が高まっていた。
エル・グレコは1580年頃から1600年にかけて「聖家族」の主題に取り組み、現存するものに限っても少なくとも5点の作品を残している。これらは、聖母マリア、イエス、ヨセフ、アンナという限られたモティーフを組み合わせることで、様々なバリエーションがを作り出している。
本作のマリアは「授乳の聖母」の姿で表されているが、エル・グレコの『聖家族』にはマリアが授乳している図像と、授乳せずに幼子イエスを膝に乗せている図像がある。本作のマリアは、エル・グレコのマリアの中でも特に端正で美しいが、イエスに授乳する姿はほっそりとした指先にいたるまで1585年ごろの制作と見られる『聖家族』(ヒスパニック・ソサイエティ、ニューヨーク) のマリアをほとんどそのまま利用している。この作品はまた、「聖家族」にアンナを加えていることで、キリストの母系も強調しており、一種のマリア礼賛の図像である。
アンナの姿は、サンタ・クルス美術館 (トレド)、プラド美術館蔵の『聖家族』のアンナの姿を、手の仕草以外はそのまま使っている。一方、ヨセフは左手を出して、イエスの足に触れており、その姿はプラド美術館所蔵の『聖家族』のヨセフの姿を発展させたものと考えることができる。そうだとすれば、本作はプラドの作品以降に制作されたと想定される。画面で注目を引くのは、構図上重要な4人の手の位置とそこに与えられた意味である。「聖家族」は、その愛に満ちた姿がカトリック信者の家庭生活の模範として、それに倣うことが推奨されたのである。

## エル・グレコの『聖家族』

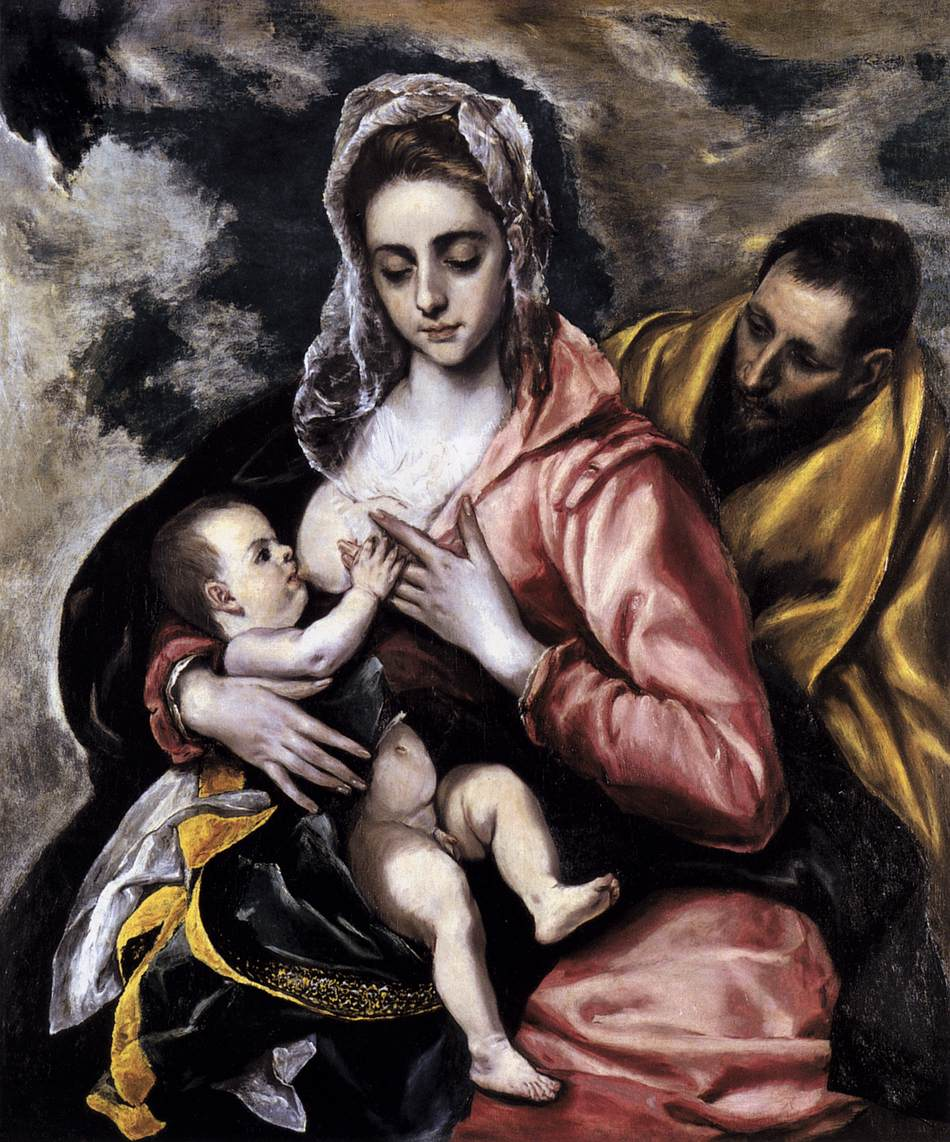
『聖家族』（1585年頃）ヒスパニック・ソサイエティ（英語版） 、ニューヨーク
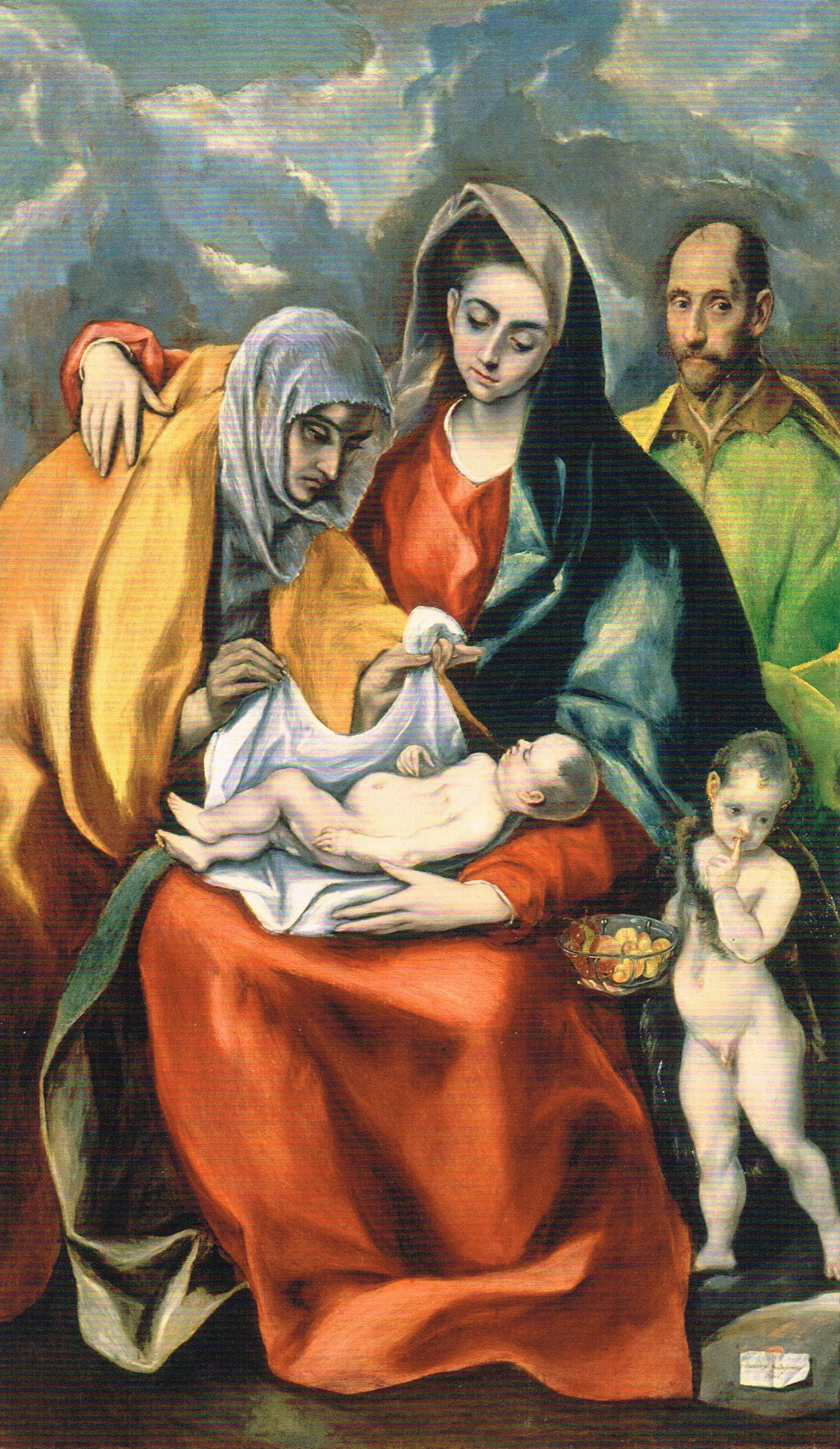
『聖家族』（1586-1588年頃）サンタ・クルス美術館（英語版） 、トレド
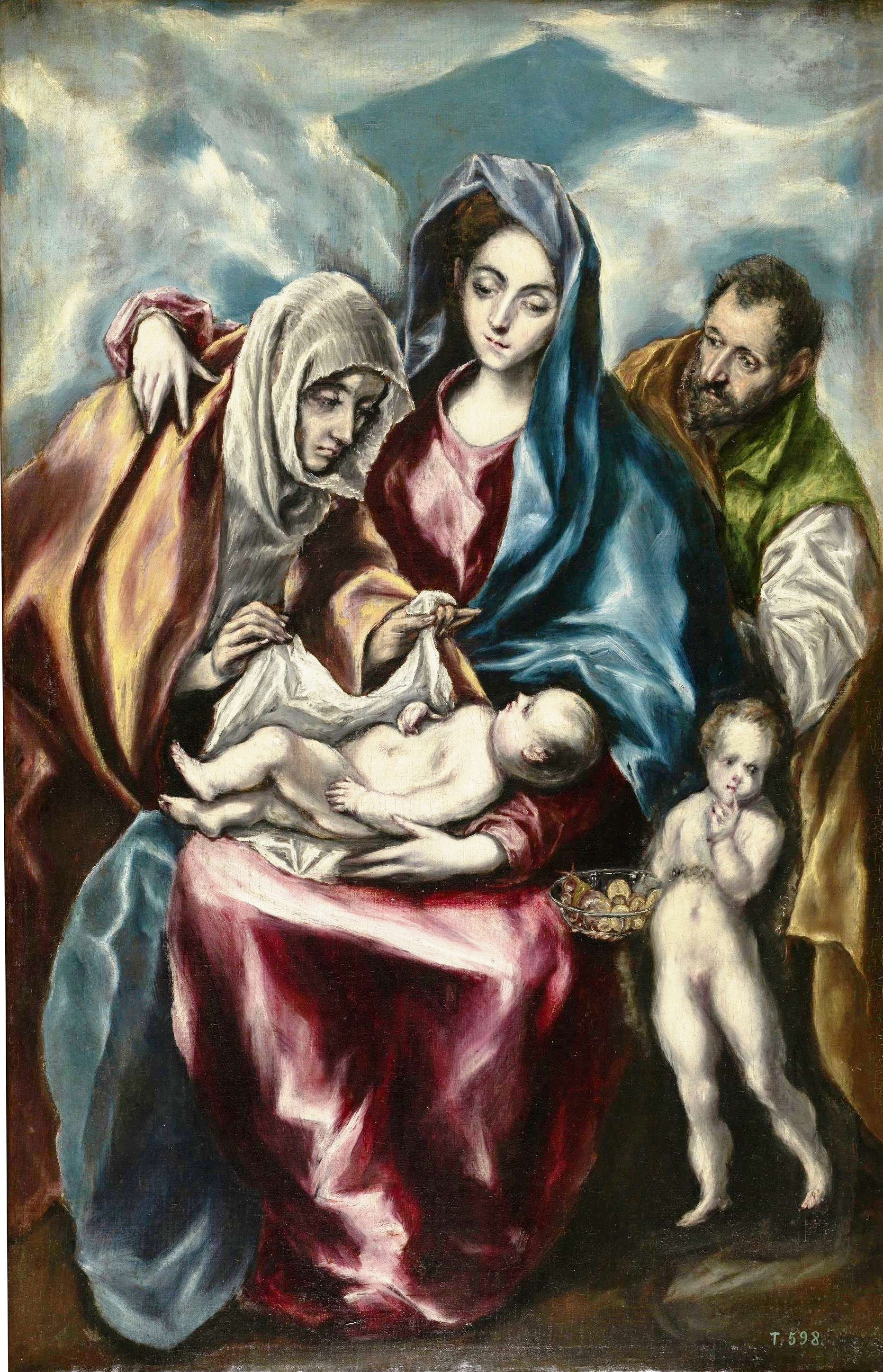
『聖家族』（1600年頃）プラド美術館、マドリード